# Mesoptiliinae
Mesoptiliinae Lacordaire, 1863 è una sottofamiglia di coleotteri della famiglia Curculionidae.

## Tassonomia
Comprende le seguenti tribù:
- tribù Carciliini Pierce, 1916
- tribù Laemosaccini Lacordaire, 1865
- tribù Magdalidini Pascoe, 1870
- tribù Mesoptiliini Lacordaire, 1863